# Oxford (Georgia)
Oxford es una ciudad ubicada en el condado de Newton en el estado estadounidense de Georgia. En el año 2000 tenía una población de 1.892 habitantes.

## Geografía
Oxford se encuentra ubicada en las coordenadas 33°37′27″N 83°52′12″O / 33.62417, -83.87000 (33.624210, -83.869885).
Según la Oficina del Censo, la localidad tiene un área total de 6,6 km² (2,5 mi²), de la cual 6,6 km² (2,5 mi²) es tierra y 0 km² (0 mi²) (0.00%) es agua.

## Demografía
e235423432534564865hyewrftre